# Замна
Замна јесте 41 километар дуга река у источној Србији, десна притока Дунава. Долина је позната по пећинама, луковима и кањону. Локално становништво је назива и Земна. Под називом „Тунелски пећински лук у кањону Замна“ простор је заштићен као споменик природе Републике Србије.

## Ток и географија
Замна настаје на источним падинама планине Дели Јован, испод Црног Врха, на надморској висини од 1,039 m (3 ft 4,9 in). Првобитно тече у правцу истока. Код села Плавна са леве стране улива реку Медвеђу (познату и као Медведица). На ушћу река је формирала прераст, или природни лук. Заклоњен густом шумом, зове се Рајски прераст ("Рајски лук") и има 25 km (16 mi) удаљен од центра села. Пећински лукови настају када се порозна, кречњачка таваница пећине уруши. Замнин "Рајски лук" је највиши стеновити лук у Европи.
Аустријски путник Феликс Филип Каниц посетио је ову област у другој половини 19. века. Он је описао планину Дели Јован која се уздиже изнад реке у четири терасе, као и овдашњу дрвећу флору која је у то време обухватала букву, храст, орах и леску. Подручје је први пут ваљано истражио 1895. године географ Јован Цвијић. Дао је научна објашњења за настанак лукова.
Пећину је формирала река, која је такође временом изазвала урушавање плафона на две локације. Ови кровни отвори се зову вигледи. Пећина је заправо један, континуирани пећински тунел. 155 m (509 ft) је дугачак. Улазни део је 18 m (59 ft) висок и 10 m (33 ft) широк. док је завршна шупљина 10 m (33 ft) и 14 m (46 ft) широка. Како су рупе у срушеном плафону 70 m (230 ft) одвојене, тунел је потпуно осветљен дневним светлом. Сама пећина се још увек не формира у пун лук, али се полако у њега претвара.
Осим лука, на делу Плавна река је исклесала и четири километара дуг кањон, типичан за титонски кречњачки регион. Кањон је уклесан у масиву Дели Јовановог Кума. На овом делу се налазе и две пећине: Дудићева и Цветкова пећина. Парадисе Арцх се налази на крају кањона. Лук је скоро 20 m (66 ft) висок и 4 to 12 m (13 to 39 ft) широк. Изнад лука је природни видиковац.
Код села Штубик скреће у правцу североистока и са десне прима Миљаковачку реку, а са леве Турију. Пролазећи западно од села Малајнице и источно од села Јабуковац, са леве стране прима Скочку реку. У доњем делу река доста вијуга, пре него што се улива у Дунав код Михајловца, преко острва Острову Маре.
Код Јабуковца постоји некадашње корито Замне. Оно је неких 100 метара дуга и богата рибом.

## Флора и фауна
Бујне шуме се састоје од букве, обичног граба, врста храста, папрати и маховине. Обрадиво земљиште највише обрађује кукуруз.
Река је богата рибом, међу којима су клен, пастрмка, чамац и мрена. У Замни живе и ракови.
Долина Замна такође обилује змијама. Станиште је белоушка, смука, поскока и европске гује.
Како се подручје налази у близини заштићеног подручја Вратна, уз Замну се могу видети јелени и дивље свиње, као и птице грабљивице.

## Људска историја
У близини реке је античко римско археолошко налазиште Шаркамен.
Године 1807, за време Првог српског устанка, вођене су две битке у долини реке: Битка на Штубику и  Битка на Малајници.

### Фолклор
Локални фолклор сматра Замну магичном локацијом, местом где се виле окупљају да заводе пролазнике својим магичним плесом. Локално становништво користи воду испод лука за магијске ритуале. Верује се да је вода која тече преко камења магично бистра. Такође, постоје бројне приче о скривеном хајдучком благу, па је клисура прокопана на више места. Становници су такође веровали да у реци живи Дух воде. Рајски лук је посебно назван тако, јер мештани верују да је то место где душе директно улазе у рај и место где се сукобљавају силе добрих и вишедимензионалних демона. Каниц је људе које је срео описао као веома побожне.

### Воденице
Замна је била позната по воденицама. Постојао велики велики број воденица. Сељани су правили кукурузно брашно, од којег се пекао специфичан кукурузни хлеб, назван малај(ац) . Она је дала име селу Малајница поред којег тече река.

## Заштита
Кањон је први пут заштићен 1957. године. Ова одлука је укинута у јуну 2020. новом, када је под називом „Тунелски пећински лук у кањону Замна“ простор заштићено као споменик природе. Подручје је описано као „спелеолошки објекат тунелско пећинског типа“, и стављено у I категорију заштите због „међународног, националног и изузетног значаја“, на основу „аутентичности, репрезентативности, пејзажне атрактивности и очуваности“. Заштићено подручје обухвата 395 хектара на територији два села Штубик и Плавна. Спомеником природе администрира Туристичка организација Неготин.